# Ferreirinho-da-capoeira
Ferreirinho-da-capoeira (nome científico: Poecilotriccus sylvia) é uma espécie de ave da família dos tiranídeos. É encontrada em diversos países das Américas Central e do Sul, além do México.